# Znak Rusínů a Zakarpatské oblasti

Znak Rusínů a Zakarpatské oblasti

Znak Rusínů, bývalé Podkarpatské Rusi a současné Zakarpatské oblasti byl vytvořen v roce 1920 Gustavem Friedrichem.

## Popis
Znak má polcený štít. V pravém, modrém poli jsou tři zlatá břevna. V levém, stříbrném poli je hnědý (červený) medvěd stojící směrem ke středu.

## Historie
V roce 1920 se znak Podkarpatské Rusi objevil ve Středním a Velikém znaku republiky Československé.
V roce 1938 se stal znakem autonomní Karpatské Ukrajiny, následně okupované Maďarským královstvím. Po skončení války byla Podkarpatská Rus přičleněna k SSSR v rámci Ukrajinské SSR. V období Ukrajinské SSR nebyl tento znak používán. Až dne 18. prosince 1990 byl přijat jako znak Zakarpatské oblasti. Znak byl také ve středu vlajky Podkarpatské Rusi a v současnosti je na vlajce Zakarpatské oblasti. Znak je rovněž jedním ze symbolů rusínského národa.

## Galerie

Znak Karpatské Ukrajiny v roce 1938.
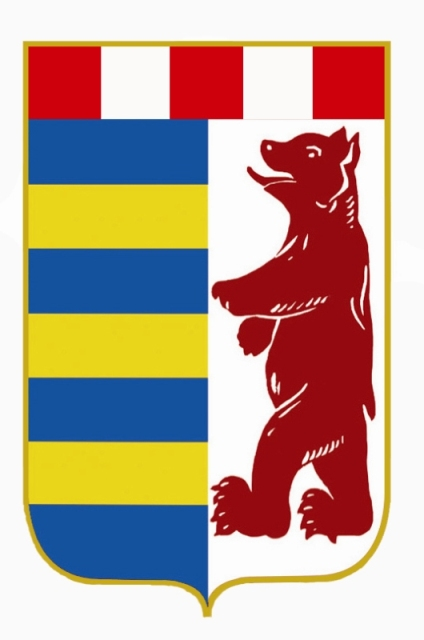
Znak panonských Rusínů v Chorvatsku.
Vlajka Podkarpatské Rusi.
Vlajka Zakarpatské oblasti.